# Vårtaggfly
Vårtaggfly (Brachionycha nubeculosa) är en fjärilsart som beskrevs av Eugen Johann Christoph Esper 1785. Vårtaggfly ingår i släktet Brachionycha och familjen nattflyn. Arten är reproducerande i Sverige. Inga underarter finns listade i Catalogue of Life.

## Bildgalleri

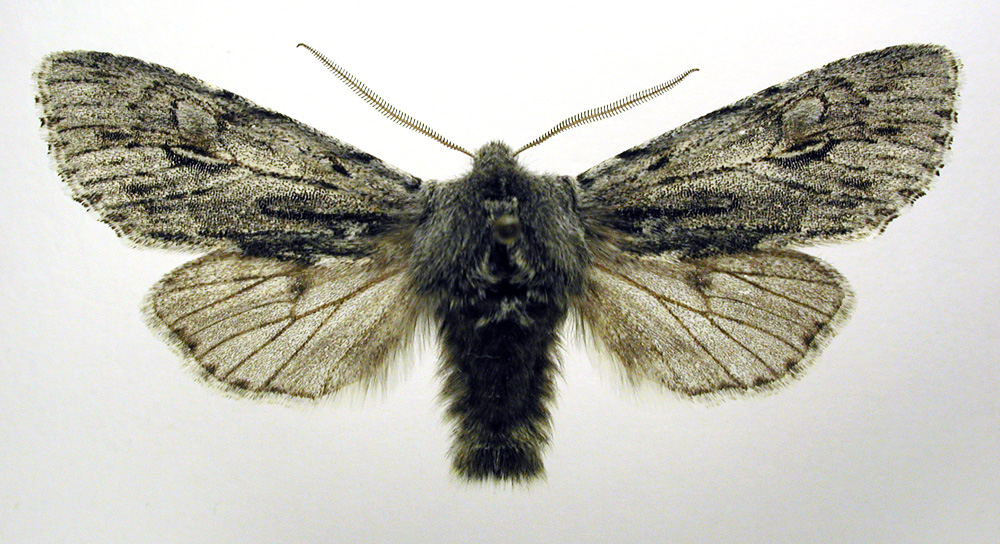
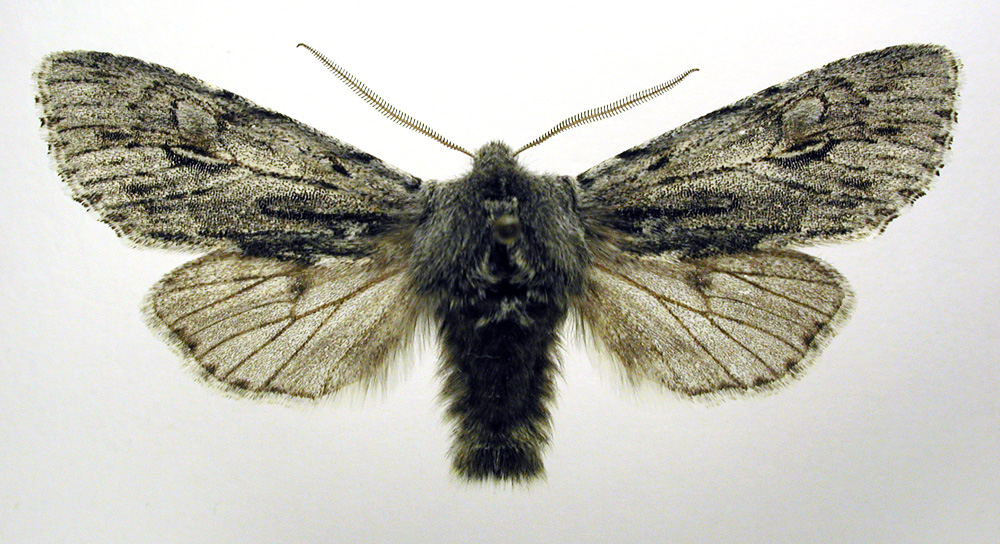